# ابن بنت الأعز
أبو محمد عبد الوهاب بن خلف بن بدر العَلَامي المصري الشافعي، المعروفي باسم تاج الدين ابن بنت الأعز، كان قاضي القضاة ووزيريًا مصريًا للسلطنة المملوكية المصرية وعالمًا شافعيًا، عُرف باسم ابن بنت الأعز لأن جدّه لأمه هو الأعز بن شكر وزير الملك الكامل، والعَلامي: نسبة إلى عَلَامة، وهي قبيلة من لخم.

## نشأته
ولد سنة 604هـ، وسمع الحديث من جعفر الهَمَذاني، وقرأ سنن أبي داود على الحافظ زكي الدين المنذري، وحدّث. ويوصف بأنه «كان رجلاً عالماً فاضلاً، ذكي الفطرة، حاد القريحة، صحيح الذهن، عفيفاً نَزِهاً، جميل الطريقة، حسن السيرة، مقدماً عند الملك، ذا رأي سديد، وذهن ثاقب، وعلم جم، رئيساً للديار المصرية».

## سيرته
ولي قضاء القضاة بالديار المصرية، والوزارة، ونظر الدواوين، وتدريس الشافعي والصالحية، ومشيخة الشيوخ، والخطابة، ولم تجتمع هذه المناصب لأحد قبله، وقلما تجتمع لغيره، وكان يقال: إنه آخر قضاة العدل، واتفق الناس على عدله وخيره، مع الصلابة في الدين، والتثبت في الأحكام، وتولية الأكفاء، لا يراعي في الحق أحداً، ولا يداهنه، ولا يقبل شهادة مريب، وكان يرد شهادة الأمراء عندما يشهدون عنده، لعدم ثبوت الأهلية المطلوبة منهم شرعاً عنده. وكان الشيخ علاء الدين الباجي يصفه بأنه سليم العقل.

قال عنه شيخ الإسلام ابن دقيق العيد:
"لو أن ابن بنت الأعز برز في العلم لتفوق على ابن عبد السلام".
كان الشيخ العز بن عبد السلام يحبه ويقدره، وكان نائبه في الحكم، ثم أسند إليه قضاء القضاة إثر عزله نفسه، وفوّض إليه تدريس المدرسة الصالحية عند مرضه، لما طلب منه الظاهر بيبرس أن يعين أحد أولاده، فقال: «ليس فيهم من يصلح لذلك، وهذه المدرسة للقاضي تاج الدين ابن بنت الأعز».
وله مواقف مشهورة في القضاء مع الملك الظاهر بيبرس الذي جعل القضاة أربعاً حسب المذاهب بسبب ذلك في مصر سنة 663هـ، وفي الشام سنة 664هـ، وتوفي تاج الدين بالقاهرة بمصر ليلة السابع والعشرين من شهر رجب سنة 1267 م (665 هجرية).